# Fletxa Valona 2019
La Fletxa Valona 2019, 83a edició de la Fletxa Valona, es va disputar el dimecres 24 d'abril de 2019, entre Ans i el Mur de Huy, sobre un recorregut de 195,5 kilòmetres. La cursa formava part de l'UCI World Tour 2019 i era la segona del tríptic de les Ardenes, després de l'Amstel Gold Race i abans de la Lieja-Bastogne-Lieja.
La cursa fou guanyada pel francès Julian Alaphilippe (Quick-Step Floors) que d'aquesta manera aconseguia la segona victòria consecutiva en aquesta clàssia. En segona posició finalitzà el danès Jakob Fuglsang (Team Astana), mentre l'italià Diego Ulissi (UAE Team Emirates) completà el podi.

## Recorregut
La cursa s'inicia a Ans i després de 195,5 km s'arriba al Mur de Huy. Durant el recorregut els ciclistes hauran de superar 11 ascensions, tres d'elles al Mur de Huy.
| Núm. | Nom                | Km    | Longitud (m) | Pendent mitjà |
| ---- | ------------------ | ----- | ------------ | ------------- |
| 1    | Cota de Tancrémont | 47    |              |               |
| 2    | Cota des Forges    | 58    |              |               |
| 3    | Cota d'Ereffe      | 121   | 2 100        | 5 %           |
| 4    | Cota de Cherave    | 129   | 1 300        | 8,1 %         |
| 5    | Mur de Huy         | 139   | 1 300        | 9,6 %         |
| 6    | Cota d'Ereffe      | 150,5 | 2 100        | 5 %           |
| 7    | Cota de Cherave    | 161   | 1 300        | 8,1 %         |
| 8    | Mur de Huy         | 166,5 | 1 300        | 9,6 %         |
| 9    | Cota d'Ereffe      | 179,5 | 2 100        | 5 %           |
| 10   | Cota de Cherave    | 190   | 1 300        | 8,1 %         |
| 11   | Mur de Huy         | 195,5 | 1 300        | 9,6 %         |

## Equips participants
En ser la Fletxa Valona una prova de l'UCI World Tour, els 18 World Tour són automàticament convidats i obligats a prendre-hi part. A banda, set equips són convidats a prendre-hi part.
| WorldTeams (18)- AG2R La Mondiale - Astana - Bahrain-Merida - Bora-hansgrohe - CCC Team - Deceuninck-Quick Step - Dimension Data - EF Education First - Groupama-FDJ - Team Jumbo-Visma - Lotto Soudal - Mitchelton-Scott - Movistar Team - Katusha-Alpecin - Sky - Team Sunweb - Trek-Segafredo - UAE Team Emirates Equips continentals professionals (7)- Cofidis, Solutions Crédits - Euskadi Basque Country-Murias - Israel Cycling Academy - Rally UHC Cycling - Sport Vlaanderen-Baloise - Wallonie Bruxelles - Wanty-Groupe Gobert |
| |

## Classificació final
| \| Classificació general \| Classificació general \| Classificació general \| Classificació general \| Classificació general \| \| Corredor \| Corredor \| Equip \| Temps \| \| \| --------------------- \| --------------------- \| --------------------- \| --------------------- \| --------------------- \| \| 1r \| Julian Alaphilippe \| Deceuninck-Quick Step \| 4h 55' 14" \| \| \| 2n \| Jakob Fuglsang \| Astana \| + 0" \| \| \| 3r \| Diego Ulissi \| UAE Team Emirates \| + 6" \| \| \| 4t \| Bjorg Lambrecht \| Lotto-Soudal \| + 8" \| \| \| 5è \| Maximilian Schachmann \| Bora-Hansgrohe \| + 8" \| \| \| 6è \| Bauke Mollema \| Trek-Segafredo \| + 8" \| \| \| 7è \| Patrick Konrad \| Bora-Hansgrohe \| + 8" \| \| \| 8è \| Michael Matthews \| Team Sunweb \| + 8" \| \| \| 9è \| Jelle Vanendert \| Lotto-Soudal \| + 11" \| \| \| 10è \| Enrico Gasparotto \| Dimension Data \| + 11" \| \| |                       |                       |            |
| |                       |                       |            |
| Font: ProCyclingStats |                       |                       |            |
| Classificació general |                       |                       |            |
| Corredor | Corredor              | Equip                 | Temps      |
| 1r | Julian Alaphilippe    | Deceuninck-Quick Step | 4h 55' 14" |
| 2n | Jakob Fuglsang        | Astana                | + 0"       |
| 3r | Diego Ulissi          | UAE Team Emirates     | + 6"       |
| 4t | Bjorg Lambrecht       | Lotto-Soudal          | + 8"       |
| 5è | Maximilian Schachmann | Bora-Hansgrohe        | + 8"       |
| 6è | Bauke Mollema         | Trek-Segafredo        | + 8"       |
| 7è | Patrick Konrad        | Bora-Hansgrohe        | + 8"       |
| 8è | Michael Matthews      | Team Sunweb           | + 8"       |
| 9è | Jelle Vanendert       | Lotto-Soudal          | + 11"      |
| 10è | Enrico Gasparotto     | Dimension Data        | + 11"      |

## Llista de participants
| Deceuninck-Quick Step DQT | Deceuninck-Quick Step DQT   | Deceuninck-Quick Step DQT |
| ------------------------- | --------------------------- | ------------------------- |
| Núm                       | Ciclista                    | Pos                       |
| 1                         | Julian Alaphilippe (FRA)    | 1r                        |
| 2                         | Rémi Cavagna (FRA)          | DNF                       |
| 3                         | Dries Devenyns (BEL)        | 50è                       |
| 4                         | Mikkel Frølich Honoré (DEN) | DNF                       |
| 5                         | Enric Mas Nicolau (ESP)     | 30è                       |
| 6                         | Pieter Serry (BEL)          | DNF                       |
| 7                         | Petr Vakoč (CZE)            | 87è                       |

| Movistar Team MOV | Movistar Team MOV                        | Movistar Team MOV |
| ----------------- | ---------------------------------------- | ----------------- |
| Núm               | Ciclista                                 | Pos               |
| 11                | Alejandro Valverde Belmonte (ESP) (ruta) | 11è               |
| 12                | Andrey Amador Bikkazakova (CRC)          | 58è               |
| 14                | Carlos Betancur Gómez (COL)              | 33è               |
| 15                | Jaime Castrillo (ESP)                    | DNF               |
| 16                | Imanol Erviti Ollo (ESP)                 | DNF               |
| 17                | Carlos Verona Quintanilla (ESP)          | 43è               |
| 18                | Winner Anacona Gómez (COL)               | 56è               |

| Lotto-Soudal LTS | Lotto-Soudal LTS         | Lotto-Soudal LTS |
| ---------------- | ------------------------ | ---------------- |
| Núm              | Ciclista                 | Pos              |
| 21               | Jelle Vanendert (BEL)    | 9è               |
| 22               | Sander Armée (BEL)       | 71è              |
| 23               | Bjorg Lambrecht (BEL)    | 4t               |
| 24               | Tomasz Marczyński (POL)  | 47è              |
| 25               | Maxime Monfort (BEL)     | 64è              |
| 26               | Tosh Van der Sande (BEL) | 77è              |
| 27               | Tim Wellens (BEL)        | 17è              |

| Mitchelton-Scott MTS | Mitchelton-Scott MTS   | Mitchelton-Scott MTS |
| -------------------- | ---------------------- | -------------------- |
| Núm                  | Ciclista               | Pos                  |
| 31                   | Adam Yates (GBR)       | DNF                  |
| 32                   | Michael Albasini (SUI) | DNF                  |
| 33                   | Tsgabu Grmay (ETH)     | DNF                  |
| 34                   | Damien Howson (AUS)    | 28è                  |
| 35                   | Daryl Impey (RSA)      | DNF                  |
| 36                   | Nick Schultz (AUS)     | DNF                  |
| 37                   | Dion Smith (NZL)       | DNF                  |

| Team Sunweb SUN | Team Sunweb SUN           | Team Sunweb SUN |
| --------------- | ------------------------- | --------------- |
| Núm             | Ciclista                  | Pos             |
| 41              | Michael Matthews (AUS)    | 8è              |
| 42              | Jan Bakelants (BEL)       | 70è             |
| 43              | Johannes Fröhlinger (GER) | DNF             |
| 44              | Lennard Kämna (GER)       | DNF             |
| 45              | Nicolas Roche (IRL)       | 60è             |
| 46              | Florian Stork (GER)       | DNF             |
| 47              | Louis Vervaeke (BEL)      | 82è             |

| Trek-Segafredo TFS | Trek-Segafredo TFS   | Trek-Segafredo TFS |
| ------------------ | -------------------- | ------------------ |
| Núm                | Ciclista             | Pos                |
| 51                 | Bauke Mollema (NED)  | 6è                 |
| 52                 | Julien Bernard (FRA) | 79è                |
| 53                 | Giulio Ciccone (ITA) | 25è                |
| 54                 | Nicola Conci (ITA)   | DNF                |
| 55                 | Fabio Felline (ITA)  | DNF                |
| 56                 | Michael Gogl (AUT)   | 69è                |
| 57                 | Toms Skujiņš (LAT)   | 62è                |

| AG2R La Mondiale ALM | AG2R La Mondiale ALM         | AG2R La Mondiale ALM |
| -------------------- | ---------------------------- | -------------------- |
| Núm                  | Ciclista                     | Pos                  |
| 61                   | Romain Bardet (FRA)          | 13è                  |
| 62                   | Mikaël Cherel (FRA)          | 37è                  |
| 63                   | Clément Chevrier (FRA)       | DNF                  |
| 64                   | Benoît Cosnefroy (FRA)       | 12è                  |
| 65                   | Mathias Frank (SUI)          | 38è                  |
| 66                   | Aurélien Paret-Peintre (FRA) | 99è                  |
| 67                   | Lawrence Warbasse (USA)      | 51è                  |

| Bora-Hansgrohe BOH | Bora-Hansgrohe BOH          | Bora-Hansgrohe BOH |
| ------------------ | --------------------------- | ------------------ |
| Núm                | Ciclista                    | Pos                |
| 71                 | Peter Sagan (SVK)           | DNF                |
| 72                 | Cesare Benedetti (ITA)      | 78è                |
| 73                 | Davide Formolo (ITA)        | 27è                |
| 74                 | Patrick Konrad (AUT)        | 7è                 |
| 75                 | Jay McCarthy (AUS)          | 39è                |
| 76                 | Gregor Mühlberger (AUT)     | 83è                |
| 77                 | Maximilian Schachmann (GER) | 5è                 |

| Team Sky SKY | Team Sky SKY                     | Team Sky SKY |
| ------------ | -------------------------------- | ------------ |
| Núm          | Ciclista                         | Pos          |
| 81           | Michał Kwiatkowski (POL)         | 16è          |
| 82           | David de la Cruz Melgarejo (ESP) | DNF          |
| 83           | Edward Dunbar (IRL)              | DNF          |
| 84           | Michał Gołaś (POL)               | DNF          |
| 85           | Wout Poels (NED)                 | 22è          |
| 86           | Diego Rosa (ITA)                 | DNF          |
| 87           | Dylan van Baarle (NED)           | 81è          |

| Dimension Data TDD | Dimension Data TDD               | Dimension Data TDD |
| ------------------ | -------------------------------- | ------------------ |
| Núm                | Ciclista                         | Pos                |
| 91                 | Roman Kreuziger (CZE)            | DNF                |
| 92                 | Enrico Gasparotto (ITA)          | 10è                |
| 93                 | Jacques Janse van Rensburg (RSA) | DNF                |
| 94                 | Benjamin King (USA)              | DNF                |
| 95                 | Tom-Jelte Slagter (NED)          | 48è                |
| 96                 | Jay Robert Thomson (RSA)         | DNF                |
| 97                 | Michael Valgren Andersen (DEN)   | 100è               |

| Groupama-FDJ GFC | Groupama-FDJ GFC            | Groupama-FDJ GFC |
| ---------------- | --------------------------- | ---------------- |
| Núm              | Ciclista                    | Pos              |
| 101              | David Gaudu (FRA)           | 46è              |
| 102              | Tobias Ludvigsson (SWE)     | 91è              |
| 103              | Valentin Madouas (FRA)      | 40è              |
| 104              | Rudy Molard (FRA)           | 19è              |
| 105              | Sébastien Reichenbach (SUI) | 36è              |
| 106              | Romain Seigle (FRA)         | 74è              |
| 107              | Léo Vincent (FRA)           | DNF              |

| UAE Team Emirates UAD | UAE Team Emirates UAD            | UAE Team Emirates UAD |
| --------------------- | -------------------------------- | --------------------- |
| Núm                   | Ciclista                         | Pos                   |
| 111                   | Daniel Martin (IRL)              | DNF                   |
| 112                   | Rui Alberto Faria da Costa (POR) | 26è                   |
| 113                   | Sergio Henao Montoya (COL)       | 20è                   |
| 114                   | Manuele Mori (ITA)               | DNF                   |
| 115                   | Tadej Pogačar (SLO)              | 53è                   |
| 116                   | Rory Sutherland (AUS)            | DNF                   |
| 117                   | Diego Ulissi (ITA)               | 3r                    |

| Astana AST | Astana AST                           | Astana AST |
| ---------- | ------------------------------------ | ---------- |
| Núm        | Ciclista                             | Pos        |
| 121        | Jakob Fuglsang (DEN)                 | 2n         |
| 123        | Omar Fraile Matarranz (ESP)          | 94è        |
| 124        | Gorka Izagirre Insausti (ESP) (ruta) | 29è        |
| 125        | Aleksei Lutsenko (KAZ) (ruta)        | 31è        |
| 126        | Luis León Sánchez Gil (ESP)          | 44è        |
| 127        | Davide Villella (ITA)                | 57è        |
| 128        | Ion Izagirre Insausti (ESP)          | DNF        |

| Katusha-Alpecin TKA | Katusha-Alpecin TKA         | Katusha-Alpecin TKA |
| ------------------- | --------------------------- | ------------------- |
| Núm                 | Ciclista                    | Pos                 |
| 131                 | Enrico Battaglin (ITA)      | 84è                 |
| 132                 | Steff Cras (BEL)            | DNF                 |
| 133                 | José Gonçalves Maciel (POR) | 73è                 |
| 134                 | Ruben Guerreiro (POR)       | 90è                 |
| 135                 | Nathan Haas (AUS)           | 42è                 |
| 136                 | Willie Smit (RSA)           | DNF                 |
| 137                 | Dmitri Strakhov (RUS)       | DNF                 |

| Team Jumbo-Visma TJV | Team Jumbo-Visma TJV    | Team Jumbo-Visma TJV |
| -------------------- | ----------------------- | -------------------- |
| Núm                  | Ciclista                | Pos                  |
| 141                  | Robert Gesink (NED)     | 52è                  |
| 142                  | Koen Bouwman (NED)      | 85è                  |
| 143                  | Laurens De Plus (BEL)   | 15è                  |
| 145                  | Lennard Hofstede (NED)  | DNF                  |
| 146                  | Bert-Jan Lindeman (NED) | DNF                  |
| 147                  | Paul Martens (GER)      | 80è                  |
| 149                  | Timo Roosen (NED)       | DNF                  |

| Cofidis, Solutions Crédits COF | Cofidis, Solutions Crédits COF | Cofidis, Solutions Crédits COF |
| ------------------------------ | ------------------------------ | ------------------------------ |
| Núm                            | Ciclista                       | Pos                            |
| 151                            | Jesús Herrada López (ESP)      | 24è                            |
| 153                            | Mathias Le Turnier (FRA)       | DNF                            |
| 154                            | Luis Ángel Maté Mardones (ESP) | 65è                            |
| 155                            | Anthony Perez (FRA)            | 59è                            |
| 156                            | Pierre-Luc Périchon (FRA)      | 88è                            |
| 157                            | Julien Simon (FRA)             | 72è                            |
| 158                            | Dimitri Claeys (BEL)           | DNF                            |

| Bahrain-Merida TBM | Bahrain-Merida TBM         | Bahrain-Merida TBM |
| ------------------ | -------------------------- | ------------------ |
| Núm                | Ciclista                   | Pos                |
| 161                | Dylan Teuns (BEL)          | 14è                |
| 162                | Grega Bole (SLO)           | DNF                |
| 165                | Luka Pibernik (SLO)        | DNF                |
| 166                | Domenico Pozzovivo (ITA)   | DNF                |
| 167                | Matej Mohorič (SLO) (ruta) | 49è                |
| 168                | Damiano Caruso (ITA)       | 54è                |
| 169                | Heinrich Haussler (AUS)    | DNF                |

| EF Education First EF1 | EF Education First EF1 | EF Education First EF1 |
| ---------------------- | ---------------------- | ---------------------- |
| Núm                    | Ciclista               | Pos                    |
| 171                    | Michael Woods (CAN)    | 55è                    |
| 172                    | Sean Bennett (USA)     | 101è                   |
| 173                    | Nathan Brown (USA)     | 75è                    |
| 174                    | Simon Clarke (AUS)     | 23è                    |
| 175                    | Lawson Craddock (USA)  | DNF                    |
| 176                    | Alex Howes (USA)       | DNF                    |
| 179                    | James Whelan (AUS)     | DNF                    |

| CCC Team CPT | CCC Team CPT               | CCC Team CPT |
| ------------ | -------------------------- | ------------ |
| Núm          | Ciclista                   | Pos          |
| 181          | Serge Pauwels (BEL)        | 34è          |
| 182          | William Barta (USA)        | DNF          |
| 183          | Josef Černý (CZE)          | DNF          |
| 184          | Alessandro De Marchi (ITA) | 21è          |
| 185          | Jonas Koch (GER)           | 86è          |
| 186          | Łukasz Owsian (POL)        | DNF          |
| 187          | Joey Rosskopf (USA)        | 41è          |

| Rally UHC Cycling RLY | Rally UHC Cycling RLY | Rally UHC Cycling RLY |
| --------------------- | --------------------- | --------------------- |
| Núm                   | Ciclista              | Pos                   |
| 191                   | Brandon McNulty (USA) | DNF                   |
| 192                   | Ryan Anderson (CAN)   | 95è                   |
| 193                   | Robin Carpenter (USA) | 89è                   |
| 194                   | Adam de Vos (CAN)     | DNF                   |
| 195                   | Colin Joyce (USA)     | 93è                   |
| 196                   | Gavin Mannion (USA)   | DNF                   |
| 197                   | Svein Tuft (CAN)      | DNF                   |

| Sport Vlaanderen-Baloise SVB | Sport Vlaanderen-Baloise SVB | Sport Vlaanderen-Baloise SVB |
| ---------------------------- | ---------------------------- | ---------------------------- |
| Núm                          | Ciclista                     | Pos                          |
| 201                          | Dries Van Gestel (BEL)       | DNF                          |
| 202                          | Kevin Deltombe (BEL)         | 67è                          |
| 203                          | Emiel Planckaert (BEL)       | DNF                          |
| 204                          | Thomas Sprengers (BEL)       | 32è                          |
| 205                          | Mathias Van Gompel (BEL)     | DNF                          |
| 206                          | Kenneth Van Rooy (BEL)       | DNF                          |
| 207                          | Aaron Verwilst (BEL)         | 97è                          |

| Wanty-Gobert WGG | Wanty-Gobert WGG           | Wanty-Gobert WGG |
| ---------------- | -------------------------- | ---------------- |
| Núm              | Ciclista                   | Pos              |
| 211              | Guillaume Martin (FRA)     | 18è              |
| 212              | Bart De Clercq (BEL)       | DNF              |
| 213              | Thomas Degand (BEL)        | 76è              |
| 214              | Fabien Doubey (FRA)        | 68è              |
| 215              | Odd Christian Eiking (NOR) | 66è              |
| 216              | Wesley Kreder (NED)        | DNF              |
| 217              | Marco Minnaard (NED)       | 92è              |

| Israel Cycling Academy ICA | Israel Cycling Academy ICA | Israel Cycling Academy ICA |
| -------------------------- | -------------------------- | -------------------------- |
| Núm                        | Ciclista                   | Pos                        |
| 221                        | Ben Hermans (BEL)          | DNF                        |
| 222                        | Awet Ghebremedhn (ERI)     | DNF                        |
| 223                        | Edwin Ávila Vanegas (COL)  | DNF                        |
| 226                        | August Jensen (NOR)        | 63è                        |
| 227                        | Daniel Turek (CZE)         | 96è                        |
| 228                        | Clément Carisey (FRA)      | DNF                        |
| 229                        | Guy Sagiv (ISR)            | DNF                        |

| Wallonie Bruxelles WVA | Wallonie Bruxelles WVA   | Wallonie Bruxelles WVA |
| ---------------------- | ------------------------ | ---------------------- |
| Núm                    | Ciclista                 | Pos                    |
| 231                    | Eliot Lietaer (BEL)      | 45è                    |
| 232                    | Kevyn Ista (BEL)         | DNF                    |
| 233                    | Kenny Molly (BEL)        | DNF                    |
| 234                    | Julien Mortier (BEL)     | DNF                    |
| 235                    | Mathijs Paasschens (NED) | 98è                    |
| 236                    | Dimitri Peyskens (BEL)   | 35è                    |
| 237                    | Tom Wirtgen (LUX)        | 102è                   |

| Euskadi Basque Country-Murias EUS | Euskadi Basque Country-Murias EUS  | Euskadi Basque Country-Murias EUS |
| --------------------------------- | ---------------------------------- | --------------------------------- |
| Núm                               | Ciclista                           | Pos                               |
| 241                               | Óscar Rodríguez Garaicoechea (ESP) | DNF                               |
| 242                               | Ander Barrenetxea (ESP)            | DNF                               |
| 243                               | Cyril Barthe (FRA)                 | DNF                               |
| 245                               | Mario González Salas (ESP)         | 61è                               |
| 246                               | Julen Irizar (ESP)                 | DNF                               |
| 247                               | Héctor Sáez Benito (ESP)           | DNF                               |
| 249                               | Sergio Rodríguez Reche (ESP)       | DNF                               |

| Deceuninck-Quick Step DQT | Deceuninck-Quick Step DQT   | Deceuninck-Quick Step DQT |
| ------------------------- | --------------------------- | ------------------------- |
| Núm                       | Ciclista                    | Pos                       |
| 1                         | Julian Alaphilippe (FRA)    | 1r                        |
| 2                         | Rémi Cavagna (FRA)          | DNF                       |
| 3                         | Dries Devenyns (BEL)        | 50è                       |
| 4                         | Mikkel Frølich Honoré (DEN) | DNF                       |
| 5                         | Enric Mas Nicolau (ESP)     | 30è                       |
| 6                         | Pieter Serry (BEL)          | DNF                       |
| 7                         | Petr Vakoč (CZE)            | 87è                       |

| Movistar Team MOV | Movistar Team MOV                        | Movistar Team MOV |
| ----------------- | ---------------------------------------- | ----------------- |
| Núm               | Ciclista                                 | Pos               |
| 11                | Alejandro Valverde Belmonte (ESP) (ruta) | 11è               |
| 12                | Andrey Amador Bikkazakova (CRC)          | 58è               |
| 14                | Carlos Betancur Gómez (COL)              | 33è               |
| 15                | Jaime Castrillo (ESP)                    | DNF               |
| 16                | Imanol Erviti Ollo (ESP)                 | DNF               |
| 17                | Carlos Verona Quintanilla (ESP)          | 43è               |
| 18                | Winner Anacona Gómez (COL)               | 56è               |

| Lotto-Soudal LTS | Lotto-Soudal LTS         | Lotto-Soudal LTS |
| ---------------- | ------------------------ | ---------------- |
| Núm              | Ciclista                 | Pos              |
| 21               | Jelle Vanendert (BEL)    | 9è               |
| 22               | Sander Armée (BEL)       | 71è              |
| 23               | Bjorg Lambrecht (BEL)    | 4t               |
| 24               | Tomasz Marczyński (POL)  | 47è              |
| 25               | Maxime Monfort (BEL)     | 64è              |
| 26               | Tosh Van der Sande (BEL) | 77è              |
| 27               | Tim Wellens (BEL)        | 17è              |

| Mitchelton-Scott MTS | Mitchelton-Scott MTS   | Mitchelton-Scott MTS |
| -------------------- | ---------------------- | -------------------- |
| Núm                  | Ciclista               | Pos                  |
| 31                   | Adam Yates (GBR)       | DNF                  |
| 32                   | Michael Albasini (SUI) | DNF                  |
| 33                   | Tsgabu Grmay (ETH)     | DNF                  |
| 34                   | Damien Howson (AUS)    | 28è                  |
| 35                   | Daryl Impey (RSA)      | DNF                  |
| 36                   | Nick Schultz (AUS)     | DNF                  |
| 37                   | Dion Smith (NZL)       | DNF                  |

| Team Sunweb SUN | Team Sunweb SUN           | Team Sunweb SUN |
| --------------- | ------------------------- | --------------- |
| Núm             | Ciclista                  | Pos             |
| 41              | Michael Matthews (AUS)    | 8è              |
| 42              | Jan Bakelants (BEL)       | 70è             |
| 43              | Johannes Fröhlinger (GER) | DNF             |
| 44              | Lennard Kämna (GER)       | DNF             |
| 45              | Nicolas Roche (IRL)       | 60è             |
| 46              | Florian Stork (GER)       | DNF             |
| 47              | Louis Vervaeke (BEL)      | 82è             |

| Trek-Segafredo TFS | Trek-Segafredo TFS   | Trek-Segafredo TFS |
| ------------------ | -------------------- | ------------------ |
| Núm                | Ciclista             | Pos                |
| 51                 | Bauke Mollema (NED)  | 6è                 |
| 52                 | Julien Bernard (FRA) | 79è                |
| 53                 | Giulio Ciccone (ITA) | 25è                |
| 54                 | Nicola Conci (ITA)   | DNF                |
| 55                 | Fabio Felline (ITA)  | DNF                |
| 56                 | Michael Gogl (AUT)   | 69è                |
| 57                 | Toms Skujiņš (LAT)   | 62è                |

| AG2R La Mondiale ALM | AG2R La Mondiale ALM         | AG2R La Mondiale ALM |
| -------------------- | ---------------------------- | -------------------- |
| Núm                  | Ciclista                     | Pos                  |
| 61                   | Romain Bardet (FRA)          | 13è                  |
| 62                   | Mikaël Cherel (FRA)          | 37è                  |
| 63                   | Clément Chevrier (FRA)       | DNF                  |
| 64                   | Benoît Cosnefroy (FRA)       | 12è                  |
| 65                   | Mathias Frank (SUI)          | 38è                  |
| 66                   | Aurélien Paret-Peintre (FRA) | 99è                  |
| 67                   | Lawrence Warbasse (USA)      | 51è                  |

| Bora-Hansgrohe BOH | Bora-Hansgrohe BOH          | Bora-Hansgrohe BOH |
| ------------------ | --------------------------- | ------------------ |
| Núm                | Ciclista                    | Pos                |
| 71                 | Peter Sagan (SVK)           | DNF                |
| 72                 | Cesare Benedetti (ITA)      | 78è                |
| 73                 | Davide Formolo (ITA)        | 27è                |
| 74                 | Patrick Konrad (AUT)        | 7è                 |
| 75                 | Jay McCarthy (AUS)          | 39è                |
| 76                 | Gregor Mühlberger (AUT)     | 83è                |
| 77                 | Maximilian Schachmann (GER) | 5è                 |

| Team Sky SKY | Team Sky SKY                     | Team Sky SKY |
| ------------ | -------------------------------- | ------------ |
| Núm          | Ciclista                         | Pos          |
| 81           | Michał Kwiatkowski (POL)         | 16è          |
| 82           | David de la Cruz Melgarejo (ESP) | DNF          |
| 83           | Edward Dunbar (IRL)              | DNF          |
| 84           | Michał Gołaś (POL)               | DNF          |
| 85           | Wout Poels (NED)                 | 22è          |
| 86           | Diego Rosa (ITA)                 | DNF          |
| 87           | Dylan van Baarle (NED)           | 81è          |

| Dimension Data TDD | Dimension Data TDD               | Dimension Data TDD |
| ------------------ | -------------------------------- | ------------------ |
| Núm                | Ciclista                         | Pos                |
| 91                 | Roman Kreuziger (CZE)            | DNF                |
| 92                 | Enrico Gasparotto (ITA)          | 10è                |
| 93                 | Jacques Janse van Rensburg (RSA) | DNF                |
| 94                 | Benjamin King (USA)              | DNF                |
| 95                 | Tom-Jelte Slagter (NED)          | 48è                |
| 96                 | Jay Robert Thomson (RSA)         | DNF                |
| 97                 | Michael Valgren Andersen (DEN)   | 100è               |

| Groupama-FDJ GFC | Groupama-FDJ GFC            | Groupama-FDJ GFC |
| ---------------- | --------------------------- | ---------------- |
| Núm              | Ciclista                    | Pos              |
| 101              | David Gaudu (FRA)           | 46è              |
| 102              | Tobias Ludvigsson (SWE)     | 91è              |
| 103              | Valentin Madouas (FRA)      | 40è              |
| 104              | Rudy Molard (FRA)           | 19è              |
| 105              | Sébastien Reichenbach (SUI) | 36è              |
| 106              | Romain Seigle (FRA)         | 74è              |
| 107              | Léo Vincent (FRA)           | DNF              |

| UAE Team Emirates UAD | UAE Team Emirates UAD            | UAE Team Emirates UAD |
| --------------------- | -------------------------------- | --------------------- |
| Núm                   | Ciclista                         | Pos                   |
| 111                   | Daniel Martin (IRL)              | DNF                   |
| 112                   | Rui Alberto Faria da Costa (POR) | 26è                   |
| 113                   | Sergio Henao Montoya (COL)       | 20è                   |
| 114                   | Manuele Mori (ITA)               | DNF                   |
| 115                   | Tadej Pogačar (SLO)              | 53è                   |
| 116                   | Rory Sutherland (AUS)            | DNF                   |
| 117                   | Diego Ulissi (ITA)               | 3r                    |

| Astana AST | Astana AST                           | Astana AST |
| ---------- | ------------------------------------ | ---------- |
| Núm        | Ciclista                             | Pos        |
| 121        | Jakob Fuglsang (DEN)                 | 2n         |
| 123        | Omar Fraile Matarranz (ESP)          | 94è        |
| 124        | Gorka Izagirre Insausti (ESP) (ruta) | 29è        |
| 125        | Aleksei Lutsenko (KAZ) (ruta)        | 31è        |
| 126        | Luis León Sánchez Gil (ESP)          | 44è        |
| 127        | Davide Villella (ITA)                | 57è        |
| 128        | Ion Izagirre Insausti (ESP)          | DNF        |

| Katusha-Alpecin TKA | Katusha-Alpecin TKA         | Katusha-Alpecin TKA |
| ------------------- | --------------------------- | ------------------- |
| Núm                 | Ciclista                    | Pos                 |
| 131                 | Enrico Battaglin (ITA)      | 84è                 |
| 132                 | Steff Cras (BEL)            | DNF                 |
| 133                 | José Gonçalves Maciel (POR) | 73è                 |
| 134                 | Ruben Guerreiro (POR)       | 90è                 |
| 135                 | Nathan Haas (AUS)           | 42è                 |
| 136                 | Willie Smit (RSA)           | DNF                 |
| 137                 | Dmitri Strakhov (RUS)       | DNF                 |

| Team Jumbo-Visma TJV | Team Jumbo-Visma TJV    | Team Jumbo-Visma TJV |
| -------------------- | ----------------------- | -------------------- |
| Núm                  | Ciclista                | Pos                  |
| 141                  | Robert Gesink (NED)     | 52è                  |
| 142                  | Koen Bouwman (NED)      | 85è                  |
| 143                  | Laurens De Plus (BEL)   | 15è                  |
| 145                  | Lennard Hofstede (NED)  | DNF                  |
| 146                  | Bert-Jan Lindeman (NED) | DNF                  |
| 147                  | Paul Martens (GER)      | 80è                  |
| 149                  | Timo Roosen (NED)       | DNF                  |

| Cofidis, Solutions Crédits COF | Cofidis, Solutions Crédits COF | Cofidis, Solutions Crédits COF |
| ------------------------------ | ------------------------------ | ------------------------------ |
| Núm                            | Ciclista                       | Pos                            |
| 151                            | Jesús Herrada López (ESP)      | 24è                            |
| 153                            | Mathias Le Turnier (FRA)       | DNF                            |
| 154                            | Luis Ángel Maté Mardones (ESP) | 65è                            |
| 155                            | Anthony Perez (FRA)            | 59è                            |
| 156                            | Pierre-Luc Périchon (FRA)      | 88è                            |
| 157                            | Julien Simon (FRA)             | 72è                            |
| 158                            | Dimitri Claeys (BEL)           | DNF                            |

| Bahrain-Merida TBM | Bahrain-Merida TBM         | Bahrain-Merida TBM |
| ------------------ | -------------------------- | ------------------ |
| Núm                | Ciclista                   | Pos                |
| 161                | Dylan Teuns (BEL)          | 14è                |
| 162                | Grega Bole (SLO)           | DNF                |
| 165                | Luka Pibernik (SLO)        | DNF                |
| 166                | Domenico Pozzovivo (ITA)   | DNF                |
| 167                | Matej Mohorič (SLO) (ruta) | 49è                |
| 168                | Damiano Caruso (ITA)       | 54è                |
| 169                | Heinrich Haussler (AUS)    | DNF                |

| EF Education First EF1 | EF Education First EF1 | EF Education First EF1 |
| ---------------------- | ---------------------- | ---------------------- |
| Núm                    | Ciclista               | Pos                    |
| 171                    | Michael Woods (CAN)    | 55è                    |
| 172                    | Sean Bennett (USA)     | 101è                   |
| 173                    | Nathan Brown (USA)     | 75è                    |
| 174                    | Simon Clarke (AUS)     | 23è                    |
| 175                    | Lawson Craddock (USA)  | DNF                    |
| 176                    | Alex Howes (USA)       | DNF                    |
| 179                    | James Whelan (AUS)     | DNF                    |

| CCC Team CPT | CCC Team CPT               | CCC Team CPT |
| ------------ | -------------------------- | ------------ |
| Núm          | Ciclista                   | Pos          |
| 181          | Serge Pauwels (BEL)        | 34è          |
| 182          | William Barta (USA)        | DNF          |
| 183          | Josef Černý (CZE)          | DNF          |
| 184          | Alessandro De Marchi (ITA) | 21è          |
| 185          | Jonas Koch (GER)           | 86è          |
| 186          | Łukasz Owsian (POL)        | DNF          |
| 187          | Joey Rosskopf (USA)        | 41è          |

| Rally UHC Cycling RLY | Rally UHC Cycling RLY | Rally UHC Cycling RLY |
| --------------------- | --------------------- | --------------------- |
| Núm                   | Ciclista              | Pos                   |
| 191                   | Brandon McNulty (USA) | DNF                   |
| 192                   | Ryan Anderson (CAN)   | 95è                   |
| 193                   | Robin Carpenter (USA) | 89è                   |
| 194                   | Adam de Vos (CAN)     | DNF                   |
| 195                   | Colin Joyce (USA)     | 93è                   |
| 196                   | Gavin Mannion (USA)   | DNF                   |
| 197                   | Svein Tuft (CAN)      | DNF                   |

| Sport Vlaanderen-Baloise SVB | Sport Vlaanderen-Baloise SVB | Sport Vlaanderen-Baloise SVB |
| ---------------------------- | ---------------------------- | ---------------------------- |
| Núm                          | Ciclista                     | Pos                          |
| 201                          | Dries Van Gestel (BEL)       | DNF                          |
| 202                          | Kevin Deltombe (BEL)         | 67è                          |
| 203                          | Emiel Planckaert (BEL)       | DNF                          |
| 204                          | Thomas Sprengers (BEL)       | 32è                          |
| 205                          | Mathias Van Gompel (BEL)     | DNF                          |
| 206                          | Kenneth Van Rooy (BEL)       | DNF                          |
| 207                          | Aaron Verwilst (BEL)         | 97è                          |

| Wanty-Gobert WGG | Wanty-Gobert WGG           | Wanty-Gobert WGG |
| ---------------- | -------------------------- | ---------------- |
| Núm              | Ciclista                   | Pos              |
| 211              | Guillaume Martin (FRA)     | 18è              |
| 212              | Bart De Clercq (BEL)       | DNF              |
| 213              | Thomas Degand (BEL)        | 76è              |
| 214              | Fabien Doubey (FRA)        | 68è              |
| 215              | Odd Christian Eiking (NOR) | 66è              |
| 216              | Wesley Kreder (NED)        | DNF              |
| 217              | Marco Minnaard (NED)       | 92è              |

| Israel Cycling Academy ICA | Israel Cycling Academy ICA | Israel Cycling Academy ICA |
| -------------------------- | -------------------------- | -------------------------- |
| Núm                        | Ciclista                   | Pos                        |
| 221                        | Ben Hermans (BEL)          | DNF                        |
| 222                        | Awet Ghebremedhn (ERI)     | DNF                        |
| 223                        | Edwin Ávila Vanegas (COL)  | DNF                        |
| 226                        | August Jensen (NOR)        | 63è                        |
| 227                        | Daniel Turek (CZE)         | 96è                        |
| 228                        | Clément Carisey (FRA)      | DNF                        |
| 229                        | Guy Sagiv (ISR)            | DNF                        |

| Wallonie Bruxelles WVA | Wallonie Bruxelles WVA   | Wallonie Bruxelles WVA |
| ---------------------- | ------------------------ | ---------------------- |
| Núm                    | Ciclista                 | Pos                    |
| 231                    | Eliot Lietaer (BEL)      | 45è                    |
| 232                    | Kevyn Ista (BEL)         | DNF                    |
| 233                    | Kenny Molly (BEL)        | DNF                    |
| 234                    | Julien Mortier (BEL)     | DNF                    |
| 235                    | Mathijs Paasschens (NED) | 98è                    |
| 236                    | Dimitri Peyskens (BEL)   | 35è                    |
| 237                    | Tom Wirtgen (LUX)        | 102è                   |

| Euskadi Basque Country-Murias EUS | Euskadi Basque Country-Murias EUS  | Euskadi Basque Country-Murias EUS |
| --------------------------------- | ---------------------------------- | --------------------------------- |
| Núm                               | Ciclista                           | Pos                               |
| 241                               | Óscar Rodríguez Garaicoechea (ESP) | DNF                               |
| 242                               | Ander Barrenetxea (ESP)            | DNF                               |
| 243                               | Cyril Barthe (FRA)                 | DNF                               |
| 245                               | Mario González Salas (ESP)         | 61è                               |
| 246                               | Julen Irizar (ESP)                 | DNF                               |
| 247                               | Héctor Sáez Benito (ESP)           | DNF                               |
| 249                               | Sergio Rodríguez Reche (ESP)       | DNF                               |